# GameKing
 (juillet 2025).
Le contenu est difficilement compréhensible vu les erreurs de traduction, qui sont peut-être dues à l'utilisation d'un logiciel de traduction automatique.
 (juillet 2025).
Motif : l'article est une recréation et malgré le fait qu'il soit créé ce jour, un bandeau TI de octobre 2011 est dans la section Matériel audio...
- Archive Wikiwix
- Bing
- Cairn
- DuckDuckGo
- E. Universalis
- Gallica
- Google
- G. Books
- G. News
- G. Scholar
- Persée
- Qwant
- (zh) Baidu
- (ru) Yandex
- (wd) trouver des œuvres sur Wikidata

| 1. | Préciser le motif de la pose du bandeau. | Précisez le motif de la pose du bandeau en utilisant la syntaxe suivante : {{admissibilité à vérifier\|date=juillet 2025\|motif=remplacez ce texte par le motif}}             |
| 2. | Informer les utilisateurs concernés.     | Pensez à avertir le créateur de l'article, par exemple, en insérant le code ci-dessous sur sa page de discussion : {{subst:avertissement admissibilité à vérifier\|GameKing}} |

GameKing est une série de console portable conçue et développée par Timetop, et fabriquée par la société Guangzhou Panyu Gaoming Electronics Co., Ltd (également connue sous le nom de GZ Daidaixing Tec. Electronics Co., Ltd) en 2003 pour le marché hongkongais. La marque comprend trois consoles principales : la GameKing I, la GameKing II et la GameKing III. Une quatrième console, la Handy Game, également produite par Timetop, partage une partie du branding, mais n'est pas directement liée à la franchise GameKing.

## GameKing I (GM-218)
La première GameKing est une console de jeu portable 8 bits sortie en septembre 2004,. Elle est basée sur un processeur WDC 65C02 cadencé à 6 MHz. Son apparence s’inspire de la Game Boy Advance de Nintendo et elle est disponible dans une variété de couleurs opaques ou transparentes. Elle fonctionne avec deux piles AAA.
Elle possède une puce sonore relativement avancée, capable de jouer de la musique multicanal et des échantillons numériques. En revanche, l’écran LCD est de basse qualité : non rétroéclairé, avec une faible résolution de 48 x 32 pixels et seulement quatre nuances de gris.
Les jeux proposés sont comparables à ceux des téléphones portables d’avant l’ère Java, bien que leur son et leur vitesse d’affichage soient supérieurs. La console a été distribuée en Italie par Giocattoli Linea Paggio.

### Matériel audio
(octobre 2011).
- Si vous ne connaissez pas le sujet, laissez ce bandeau (vous pouvez alors contacter les auteurs).
- Si vous supprimez le contenu mis en cause (vous pouvez préalablement contacter les auteurs),

argumentez précisément cette suppression dans la page de discussion
(un manque de référence n'est pas un argument ; une recherche réelle de référence doit avoir été effectuée, être formellement documentée).
Il n’est pas clair si la GameKing utilise une puce sonore programmable traditionnelle ou repose uniquement sur des échantillons numériques. Beaucoup de jeux utilisent des pistes audio avec un taux d’échantillonnage de 8 kHz.

### Matériel vidéo
Selon une analyse technique de Brian Provinciano, la plupart des jeux GameKing utilisent des graphismes en bitmap sur toute la surface de l’écran plutôt qu’un rendu basé sur des tuiles comme dans les consoles concurrentes. Cela simplifie le développement mais limite le contenu (souvent à trois niveaux par jeu) à cause de l’espace de stockage restreint.

## GameKing II

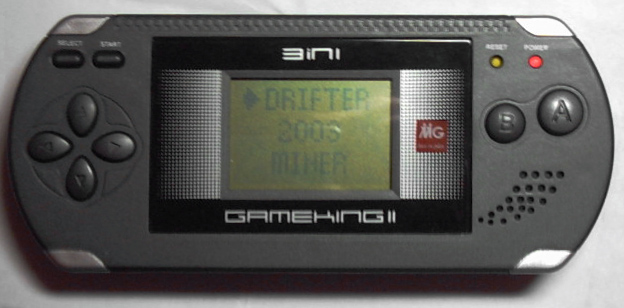
Une GameKing II (GM-219) avec son menu de sélection

### GM-219
La GameKing II (GM-219) est sortie en octobre 2004,. Inspirée du design de la PlayStation Portable de Sony, elle arbore un look plus sobre (noir, gris, blanc, aqua, et parfois jaune) et fonctionne avec trois piles AAA : deux alimentent la console, la troisième alimente l’amplificateur audio et le rétroéclairage de l’écran, qui peut être activé ou désactivé manuellement.
Elle inclut aussi une image fixe colorée derrière l’écran LCD pour simuler un affichage en couleur. Celle-ci peut être retirée manuellement, ce qui améliore la lisibilité avec rétroéclairage.
C'est le dernier modèle à afficher "3in1" au-dessus de l'écran.

### GM-222
Sortie en 2006, la GM-222 a un design original mais utilise le même matériel que la GameKing II, sans rétroéclairage. Des rendus laissaient entendre qu’un affichage couleur était initialement prévu. Elle a été commercialisée en gris charbon, bleu et vert.

### Compatibilité
Les GameKing I et II utilisent le même matériel, les mêmes jeux et disposent de réglages de volume et de contraste. Toutes deux possèdent une prise d'alimentation externe 3,5 mm.

## Jeux GameKing I & II
Les deux modèles intègrent trois jeux :
- Drifter — clone de Wonder Boy/Adventure Island (avec musique de Castlevania III),
- 2003 — clone de 1942,
- Miner — clone de Bomberman.

Les cartouches (souvent 128 Ko, jusqu'à 512 Ko pour les 4-en-1) proposent des clones de jeux NES, C64 ou Atari 2600,.
Quelques exemples notables :
- Carlo Adventure Legend — clone de Super Mario Bros.,
- Soldier — clone de Contra,
- Happy Killer — clone de Lode Runner,
- Duckman — clone de Darkwing Duck,
- Trojan Legend — clone de Mega Man,
- Street Hero — clone de Double Dragon,
- Seatercel — clone de Tiger Heli,
- Penguin — clone de Antarctic Adventure,
- Blaster — clone de Blaster Master,
- Star Wars — inspiré de Macross,
- Valliant, Metal Deform — plates-formes/action.

Des cartouches 4-en-1 sont également disponibles avec des jeux comme :
- Cyclon Action,
- Captain (musique de Mega Man X),
- Airhero,
- Phantom Fighter.

## GameKing III

### GM-220
La GameKing III (GM-220) est sortie discrètement vers 2005,. Contrairement à ses prédécesseurs, elle dispose d’un véritable écran couleur. Cependant, elle n’a été distribuée qu’en Asie.
Le système semble conserver la même résolution que les précédents modèles. Les anciennes cartouches GameKing sont automatiquement "colorisées". Huit jeux sont connus en 2010.

### GM-221

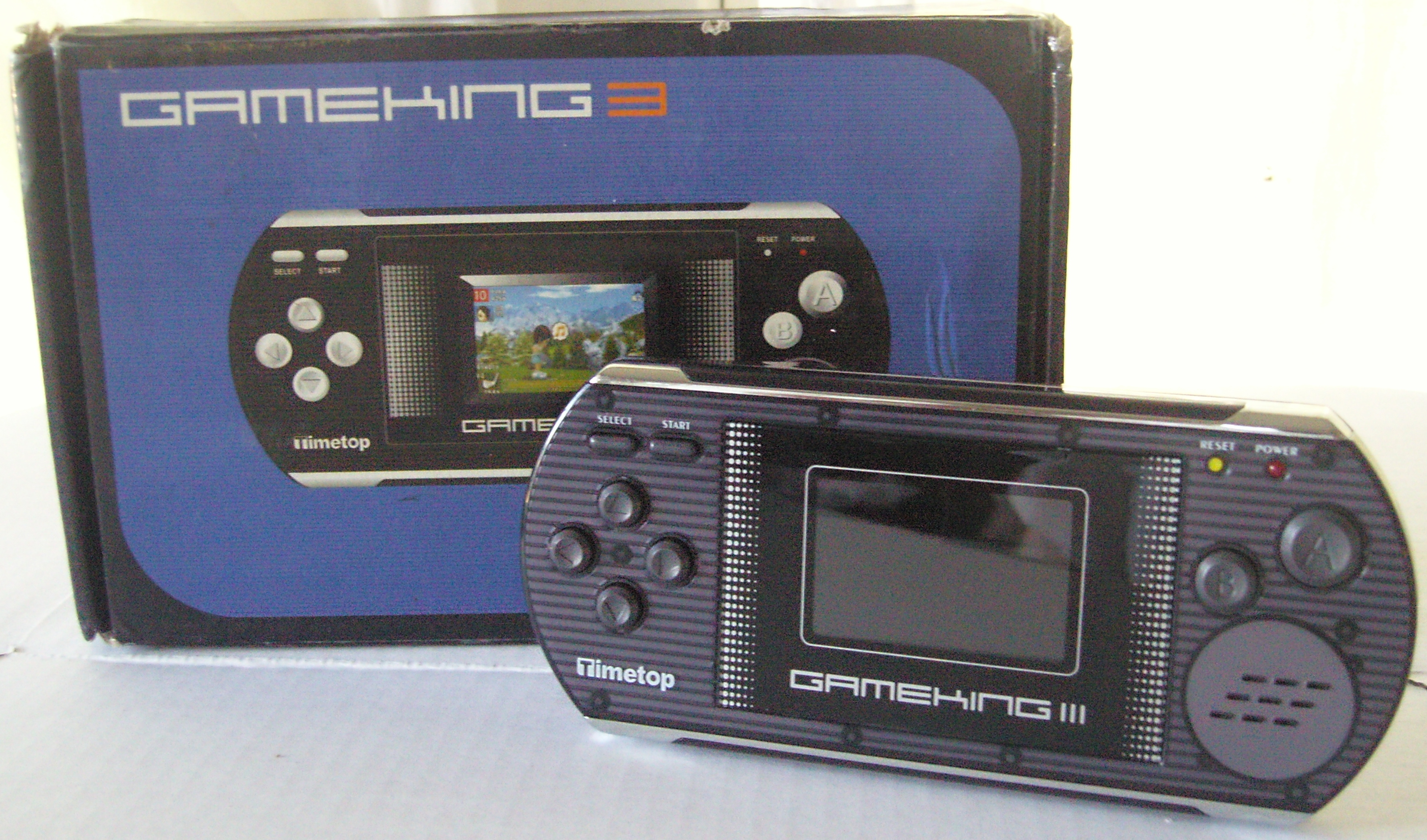
Console GameKing III GM-221

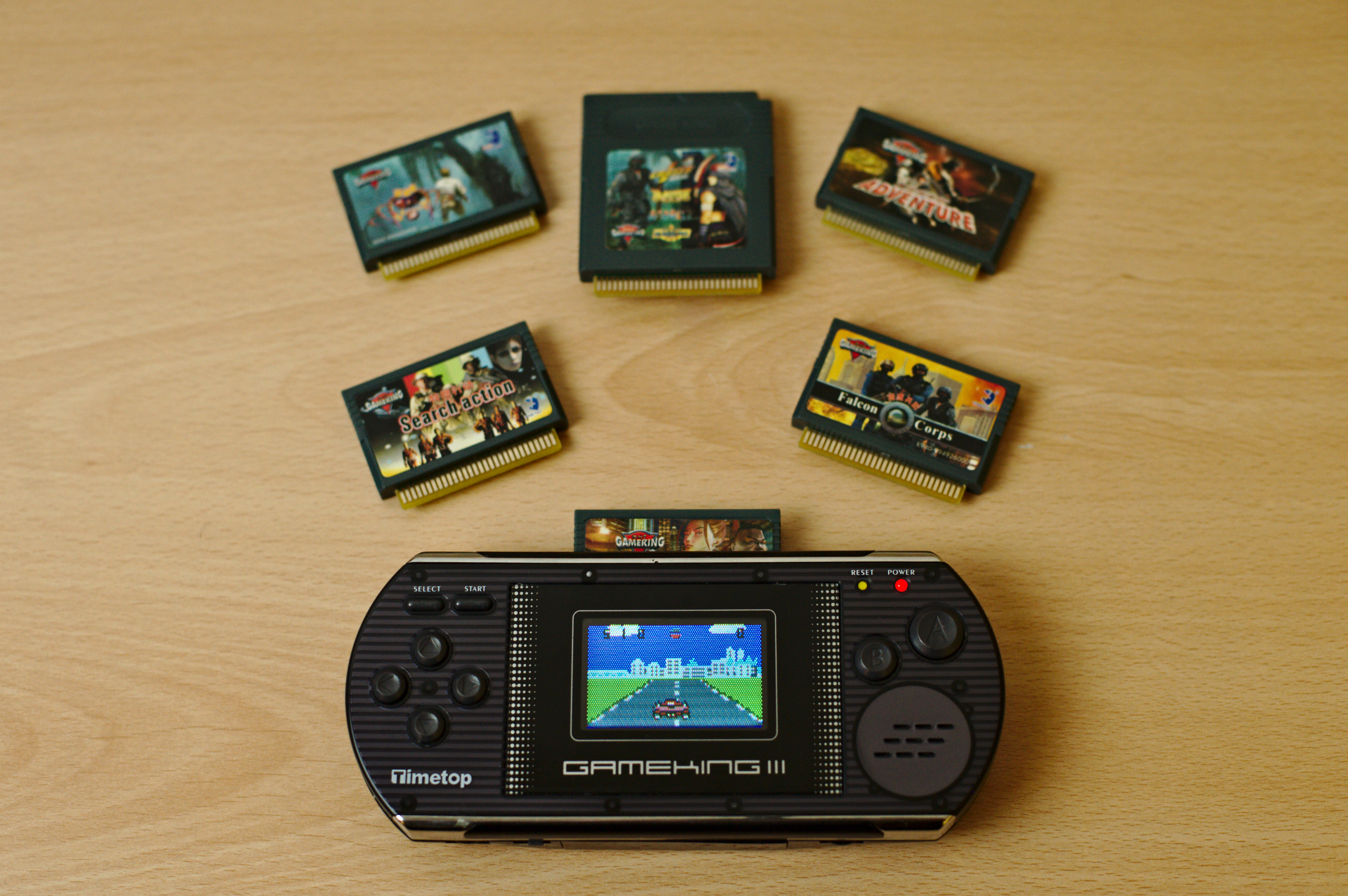
Console GameKing III avec cartouches, illustrant son écran hexagonal

Une seconde version (GM-221) existe, avec un design inspiré du GM-219 et du GM-220. Deux couleurs sont confirmées : noir et blanc.

### Jeux GameKing III
Jeu intégré :
- Galaxy Crisis

Jeux en cartouche :
- Adventure,
- Urgent Action,
- Diamond,
- 2030,
- Panzer,
- Fly Car,
- Blaze Plane,
- Hermic Battle,
- Vagrant[8].

## Handy Game (GM-228)

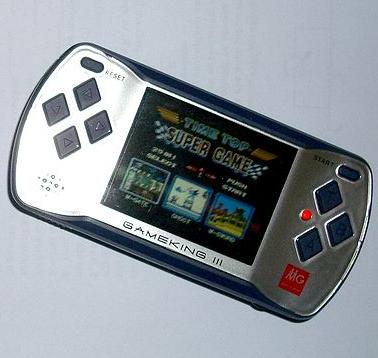
Handy Game (GM-228), première version, étiquetée GameKing III

Le Handy Game est une console distincte fonctionnant sur du matériel Famiclone avec sortie TV intégrée. Bien que la marque GameKing ait été utilisée dans les prototypes, le modèle final porte la marque "Timetop LTPS Handy Game".
La console inclut 25 jeux intégrés et accepte des cartouches spécifiques. Les jeux sont pour la plupart des titres piratés NES comme 1942, Pooyan, ou Dig Dug, parfois modifiés graphiquement.
Elle a été disponible en plusieurs couleurs, notamment argent, noir, vert, jaune et rose.